# 퓨리탄 리폼드신학교

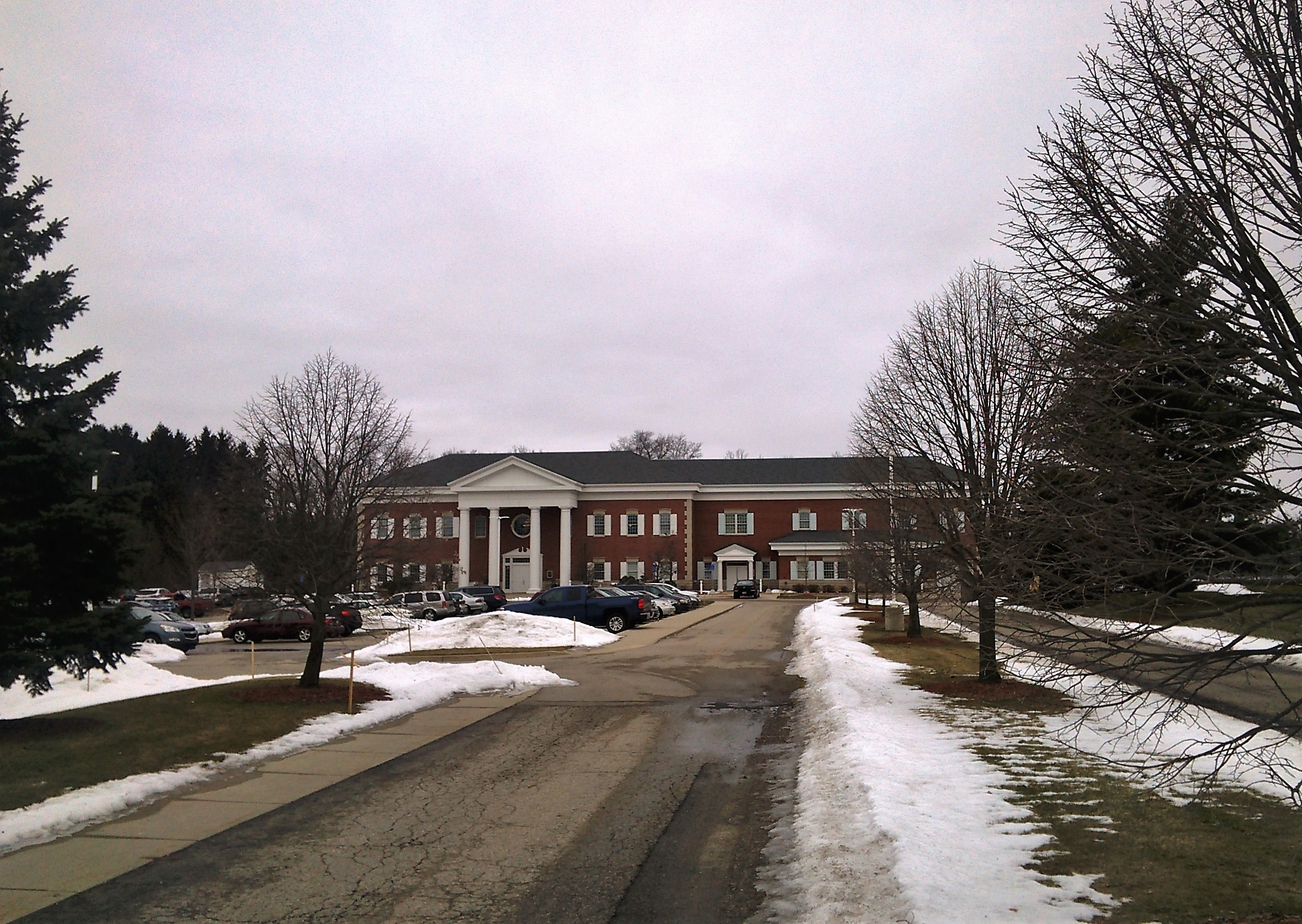

퓨리탄 리폼드신학교(Puritan Reformed Theological Seminary, PRTS)는 미국 미시간주 그랜드래피즈에 있는 보수적 칼뱅주의신학교이다. 현재 총장은 조엘 비키이다.
2014년 북미 ATS(Association of Theological Schools in the United States and Canada)에서 인준되었다.